# Communauté de communes Morvan Sommets et Grands Lacs
La communauté de communes Morvan Sommets et Grands Lacs est une communauté de communes française située dans le département de la Nièvre en région Bourgogne-Franche-Comté.

## Histoire
La communauté de communes est créée au 1er janvier 2017 par arrêté du 17 novembre 2016. Elle est formée par fusion de la communauté de communes du Haut-Morvan (à l'exception de Montreuillon), de la communauté de communes des Grands Lacs du Morvan et de la communauté de communes des Portes du Morvan (à l'exception de Pouques-Lormes).

## Administration

### Liste des présidents
| Période      | Période  | Identité               | Étiquette | Qualité                 |
| ------------ | -------- | ---------------------- | --------- | ----------------------- |
| janvier 2017 | 2020     | Jean-Sébastien Halliez | PS        | Maire de Brassy         |
| 2020         | En cours | René Blanchot          | PS        | Maire de Glux-en-Glenne |

## Listes des communes
La communauté de communes est composée des 34 communes suivantes :

| Nom                       | Code Insee | Gentilé           | Superficie (km2) | Population (dernière pop. légale) | Densité (hab./km2) |
| ------------------------- | ---------- | ----------------- | ---------------- | --------------------------------- | ------------------ |
| Alligny-en-Morvan         | 58003      | Allignycois       | 48,85            | 603 (2022)                        | 12                 |
| Arleuf                    | 58010      | Arleuquins        | 59,77            | 641 (2022)                        | 11                 |
| Bazoches                  | 58023      | Bazochois         | 14,65            | 165 (2022)                        | 11                 |
| Blismes                   | 58034      | Blismois          | 26,89            | 187 (2022)                        | 7                  |
| Brassy                    | 58037      | Brassiens         | 54,15            | 594 (2022)                        | 11                 |
| Chalaux                   | 58049      |                   | 10,19            | 83 (2022)                         | 8,1                |
| Château-Chinon (Campagne) | 58063      | Château-Chinonais | 28,39            | 555 (2022)                        | 20                 |
| Château-Chinon (Ville)    | 58062      | Château-Chinonais | 4,28             | 1 857 (2022)                      | 434                |
| Châtin                    | 58066      | Castiniens        | 12,99            | 83 (2022)                         | 6,4                |
| Chaumard                  | 58068      | Chaumardois       | 16,15            | 196 (2022)                        | 12                 |
| Corancy                   | 58082      | Corancycois       | 30,15            | 281 (2022)                        | 9,3                |
| Dommartin                 | 58099      | Dommartinais      | 13,46            | 156 (2022)                        | 12                 |
| Dun-les-Places            | 58106      | Dunois            | 45,1             | 362 (2022)                        | 8                  |
| Empury                    | 58108      |                   | 11,79            | 77 (2022)                         | 6,5                |
| Fâchin                    | 58111      | Fâchinois         | 13,88            | 105 (2022)                        | 7,6                |
| Gien-sur-Cure             | 58125      |                   | 11,04            | 90 (2022)                         | 8,2                |
| Glux-en-Glenne            | 58128      | Gluxois           | 22,06            | 87 (2022)                         | 3,9                |
| Gouloux                   | 58129      | Goulouxois        | 21,94            | 161 (2022)                        | 7,3                |
| Lavault-de-Frétoy         | 58141      | Lavaultois        | 15,27            | 69 (2022)                         | 4,5                |
| Lormes                    | 58145      | Lormois           | 51,71            | 1 259 (2022)                      | 24                 |
| Marigny-l'Église          | 58157      | Marignois         | 38,8             | 276 (2022)                        | 7,1                |
| Montigny-en-Morvan        | 58177      | Montignons        | 20,09            | 297 (2022)                        | 15                 |
| Montsauche-les-Settons    | 58180      | Montsauchois      | 44,3             | 497 (2022)                        | 11                 |
| Moux-en-Morvan            | 58185      | Mouxois           | 42,51            | 534 (2022)                        | 13                 |
| Onlay                     | 58199      | Onlayens          | 19,54            | 162 (2022)                        | 8,3                |
| Ouroux-en-Morvan          | 58205      | Ourouxois         | 60,56            | 596 (2022)                        | 9,8                |
| Planchez                  | 58210      | Planchezois       | 43,65            | 308 (2022)                        | 7,1                |
| Saint-Agnan-en-Morvan     | 58226      | Saint-Agnanais    | 23,87            | 139 (2022)                        | 5,8                |
| Saint-André-en-Morvan     | 58229      | Saint-Andrésiens  | 22,82            | 310 (2022)                        | 14                 |
| Saint-Brisson             | 58235      | Beursonniers      | 29,82            | 252 (2022)                        | 8,5                |
| Saint-Hilaire-en-Morvan   | 58244      | Saint-Hilairiens  | 21,3             | 219 (2022)                        | 10                 |
| Saint-Léger-de-Fougeret   | 58249      | Léogartiens       | 32,19            | 348 (2022)                        | 11                 |
| Saint-Martin-du-Puy       | 58255      | Martinois         | 30,7             | 288 (2022)                        | 9,4                |
| Saint-Péreuse             | 58262      | Pétrusiens        | 16,45            | 202 (2022)                        | 12                 |

## Démographie
| 1968   | 1975   | 1982   | 1990   | 1999   | 2008   | 2013   | 2019   |
| ------ | ------ | ------ | ------ | ------ | ------ | ------ | ------ |
| 18 749 | 16 991 | 15 779 | 14 976 | 13 889 | 13 395 | 12 981 | 12 215 |